# ريجينا بارزيلاي
ريجينا بارزيلاي (بالعبرية: רגינה ברזילי‏) من مواليد 1970، هي أستاذة في معهد ماساتشوستس للتكنولوجيا وعضو في معهد ماساتشوستس للتكنولوجيا وعلوم الحاسوب ومختبر الذكاء الاصطناعي. اهتماماتها البحثية تحوم حو معالجة اللغة الطبيعية وتطبيقات التعلم العميق إلى جانب الكيمياء وعلم الأورام.

## السيرة الذاتية
حصلت بارزيلاي على شهادتي ماجستير وبكالوريوس من جامعة بن جوريون، ثم حصلت على شهادة الدكتوراه في علوم الكمبيوتر من جامعة كولومبيا تحت إشراع البروفسور كاثلين ماكيون وقضت عام كامل كباحثة ما بعد سلك الدكتوراه في جامعة كورنيل. عُينت كأستاذه للهندسة الكهربائية وعلوم الكمبيوتر في معهد ماساتشوستس للتكنولوجيا في عام 2016.
تم تشخيص بأنها مصابة بسرطان الثدي في عام 2014 مما دفعها إلى إجراء البحوث في علم الأورام، وقد فازت بزمالة ماك آرثر في عام 2017.

## العمل
ناقشت أطروحة الدكتوراه في جامعة كولومبيا، وقد ساعدت بشكل كبير في تطوير ما يُعرف اليوم بـنيوز بلاستر (بالإنجليزية: Newsblaster) الذي يقوم بجمع القصص والمعلومات من مختلف مصادر الأخبار ثم يتم تنسيقها وتقديمها في قالب فيه نوع من الجمالية مع إمكانية قراءة ملخصات الأخبار بدل قراءة المقالات كاملة. اقتحمت بارزيلاي عالم اللغويات الحاسوبية، وساعدت في إنشاء وتطوير خوارزميات تُمكن من تحديد القواسم المشتركة بين مختلف اللغات كما تُساعد في فهم اللغات بشكل وأسرع عن ذي قبل. عند اكتشاف إصابتها بمرض سرطان الثدي؛ حاولت بارزيلاي مكافحته وطالبت في عدة مناسبات المجتمع الدولي بتوفير تطبيقات وآلات مبسطة إلى أقصى درجة من أجل مساعدة المريضات على فهم علم الأورام وكيفية التخلص منه أو تفاديه. كما تعاونت مع الأطباء والطلاب من أجل ابتكار نماذج التعلم العميق التي تستخدم الصور والنصوص وقواعد البيانات لتحديد الاتجاهات التي تؤثر على التشخيص المبكر وكيفية العلاج والوقاية من الأمراض.

## الجوائز
في عام 2017، فازت بارزيلاي بزمالة ماك آرثر والمعروفة باسم «منحة العبقرية» وذلك بسبب تطويرها لأساليب التعلم في أجهزة يُمكن للكمبيوتر جمع بياناتها ومعالجتها وتحليلها وكل ذلك بهدف فهم لغة الإنسان من خلال بيانات الجهاز الذي يحصل عليها. كما نالت العديد من الجوائز الأخرى بما في ذلك جائزة جبهة الخلاص الوطني المهني، وجائزة تي آر 35 ثم حصلت على زمالة في مايكروسوفت وجائزة أخرى تتعلق بكتابة أفضل مقال في مجال التقنية. تم الاعتراف بإسهاماتها من قبل معهد ماساتشوستس للتكنولوجيا كما فازت بجائزة جاميسون في فئة التدريس في عام 2016.